# Boné Uaferro
Boné Uaferro (* 4. Januar 1992 in Berlin) ist ein deutsch-mosambikanischer Fußballspieler.

## Karriere

### Verein
Uaferro begann seine Fußballerlaufbahn bei der VSG Altglienicke. Von dort wechselte er zum 1. August 2003 in die Jugend des 1. FC Union Berlin. Zu seinem ersten Einsatz in der zweiten Mannschaft kam er am 31. Oktober 2010, als er beim Spiel gegen die zweite Mannschaft von Hansa Rostock in der Startaufstellung stand. Am 6. Dezember 2010 hatte er seinen ersten Profieinsatz, als er im Spiel gegen den VfL Bochum in der 36. Minute für den verletzten Daniel Göhlert eingewechselt wurde. Am 30. Januar 2011 wurde er aus disziplinarischen Gründen zu den A-Junioren versetzt und durfte erst am letzten Spieltag der Saison ein weiteres Mal eine Halbzeit lang in der ersten Mannschaft spielen. Nach der Saison 2011/12 wechselte er zur zweiten Mannschaft des FC Schalke 04. Am 22. Juni 2014 wurde Uaferros Wechsel zum SC Fortuna Köln in die 3. Liga bekannt. Sein Vertrag bei der Fortuna lief bis zum 30. Juni 2019 und wurde nach dem Abstieg in die Regionalliga nicht mehr verlängert.
Zur Saison 2019/20 wechselte der Verteidiger in die Regionalliga Südwest und schloss sich dem vorjährigen Tabellenzweiten 1. FC Saarbrücken an. Dort erhielt er einen bis Juni 2020 gültigen Vertrag einschließlich der Option auf ein weiteres Jahr. Mit den Saarbrückern stieß er zwei Mal bis ins DFB-Pokal-Halbfinale vor und stieg in die 3. Liga auf. Im Sommer 2025 verließ er Saarbrücken.

### Nationalmannschaft
Uaferro kam in fünf Begegnungen der deutschen U-18-Nationalmannschaft zum Einsatz.